# 1706 en littérature
| Années de la littérature : 1703 - 1704 - 1705 - 1706 - 1707 - 1708 - 1709    |
| Décennies de la littérature : 1670 - 1680 - 1690 - 1700 - 1710 - 1720 - 1730 |

Cet article présente les faits marquants de l'année 1706 en littérature.

## Événements
- 9 février (n° 84) et 5 novembre : premiers numéros conservés du quotidien irlandais The Dublin Gazette (en)[1].
- 13 septembre : Daniel Defoe, envoyé par Robert Harley, quitte Londres pour Édimbourg, en Écosse comme agent secret pour promouvoir la ratification du traité d’Union[2].

## Décès
- 29 janvier : Charles Sackville, 6e comte de Dorset, poète et courtisan anglais (né en 1638)